# Orikhiv
Orikhiv (en ukrainien : Оріхів) ou Orekhov (en russe : Орехов), littéralement « des noisettes », est une ville de l'oblast de Zaporijjia, en Ukraine. Sa population s'élevait à 1 000 habitants en 2023.

## Géographie
Orikhiv est située à 57 km au sud-est de Zaporijia et est traversée par la rivière Konka, un affluent de rive gauche du fleuve Dniepr.

## Histoire
Orokhiv est fondée en 1783 comme un sloboda. Elle a le statut de ville depuis 1801. Au XIXe siècle une communauté de mennonistes venu d'Allemagne s'installe à Orikhiv, y construit un moulin, une école et une de ses membres Henri Jantzen fut maire de la ville de 1874 à 1899.

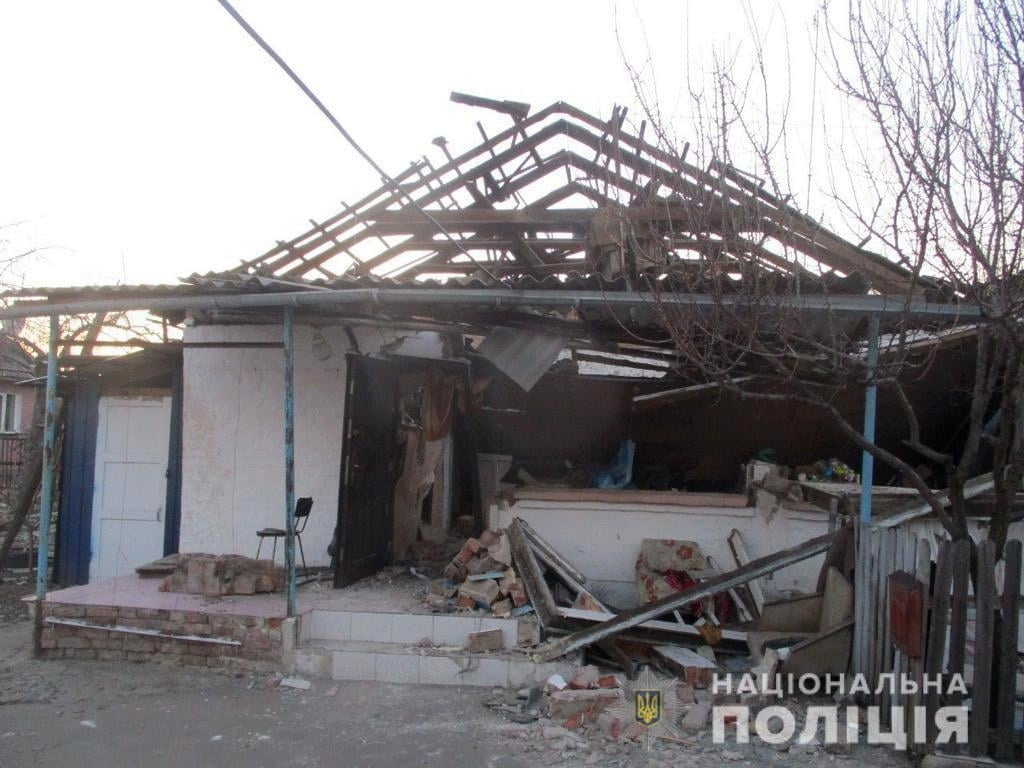
Destruction en ville à la suite d'une frappe aérienne le 25 mars 2022.

### Guerre russo-ukrainienne
Lors de l'invasion de l'Ukraine par la Russie, la ville est le théâtre de bombardements le 2 mai 2022. La population tombe à six mille habitants qui fuient les bombardements réguliers,,,.

## Population
Recensements (*) ou estimations de la population :
| 1897* | 1923* | 1926* | 1939* | 1959*  | 1970*  |
| ----- | ----- | ----- | ----- | ------ | ------ |
| 5 996 | 5 653 | 7 390 | 9 605 | 12 945 | 16 804 |

| 1979*  | 1989*  | 2001*  | 2011   | 2012   | 2013   |
| ------ | ------ | ------ | ------ | ------ | ------ |
| 19 366 | 21 253 | 17 955 | 15 544 | 15 409 | 15 281 |

| 2014   | 2015   | 2016   | 2017   | 2019   | - |
| ------ | ------ | ------ | ------ | ------ | - |
| 15 161 | 15 067 | 14 991 | 14 667 | 14 479 | - |

## Culturel

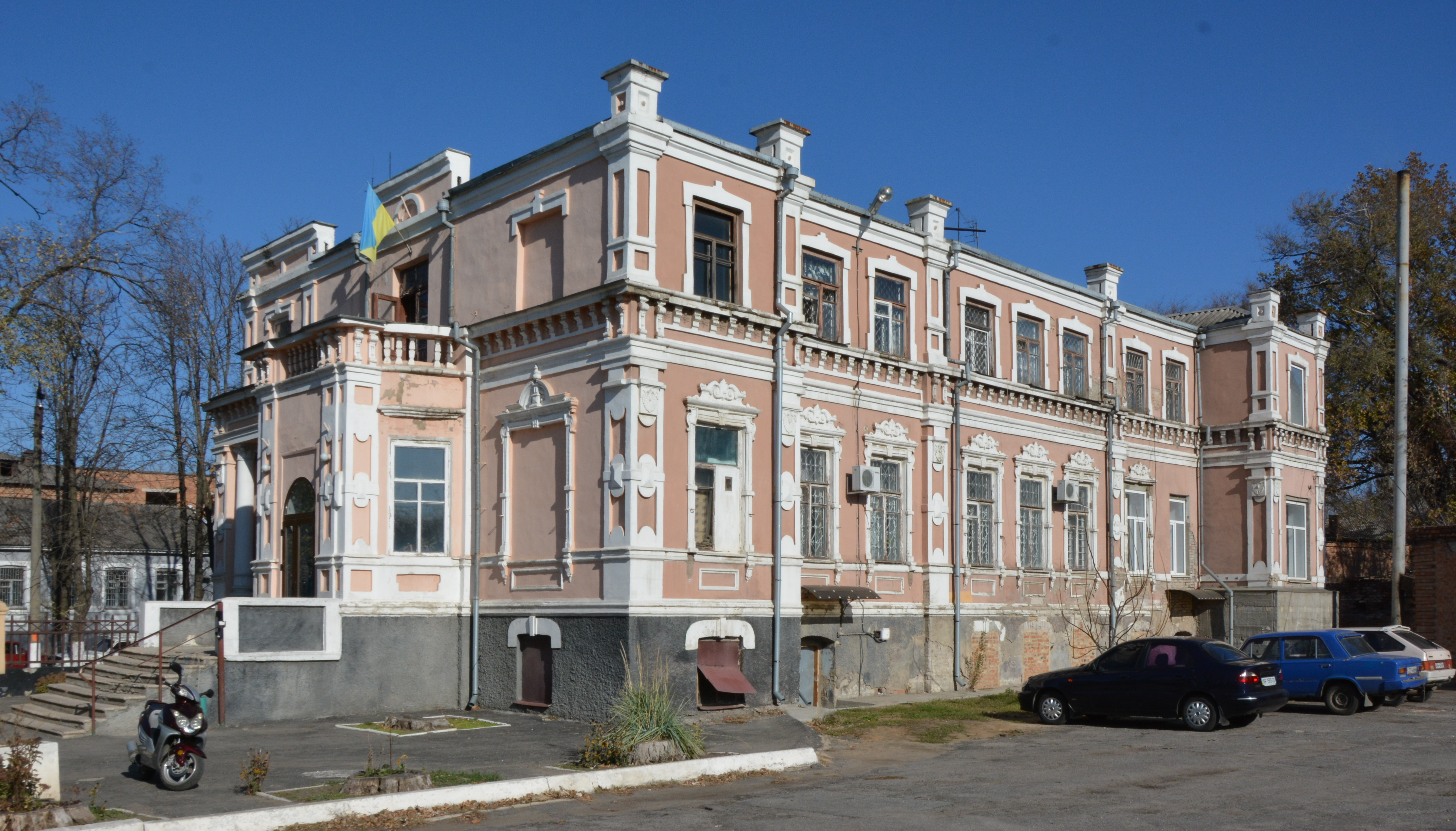
La maison Jantzen classée[7] rue Chevtchenko.
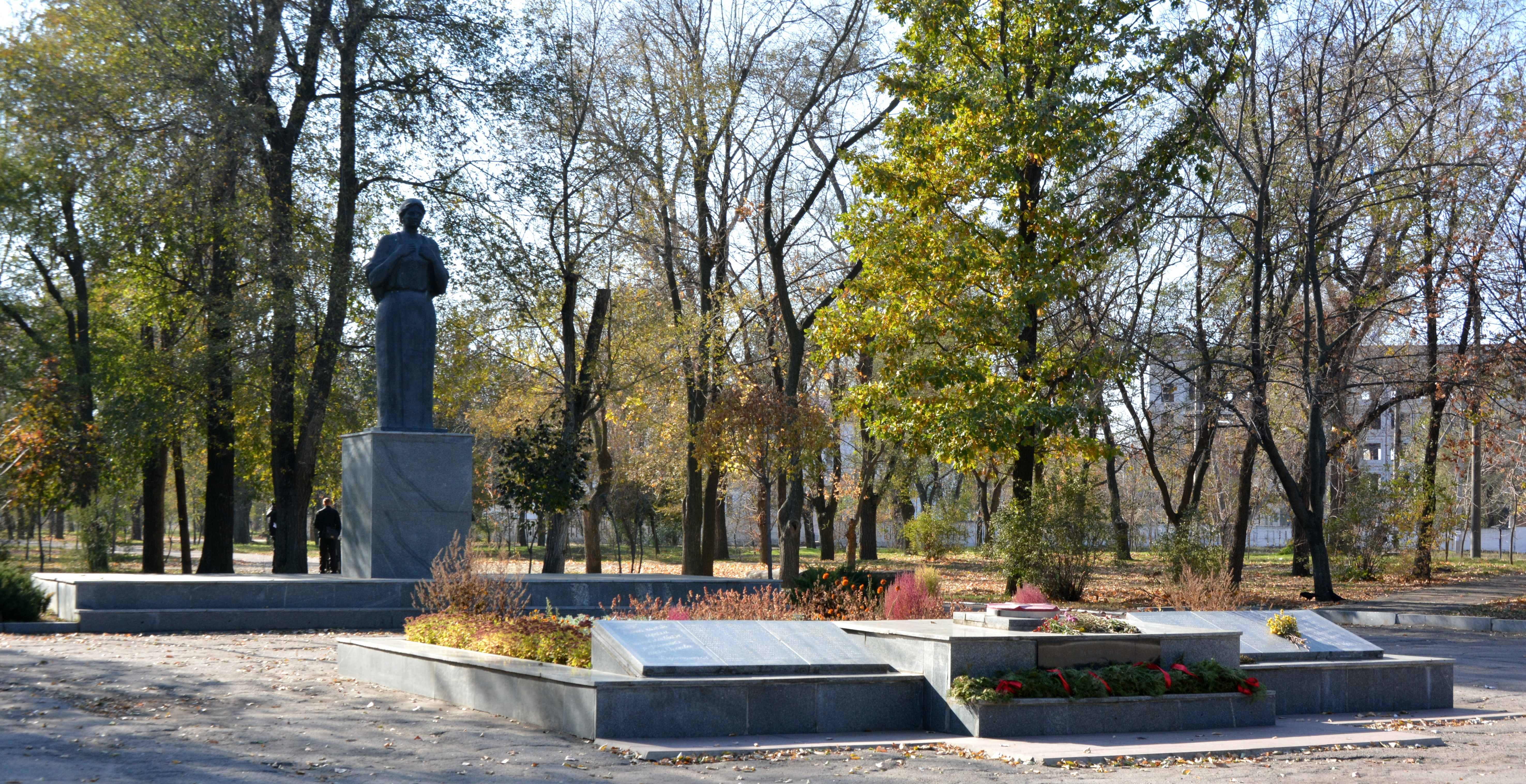
Mémorial de la Seconde guerre mondiale  classé
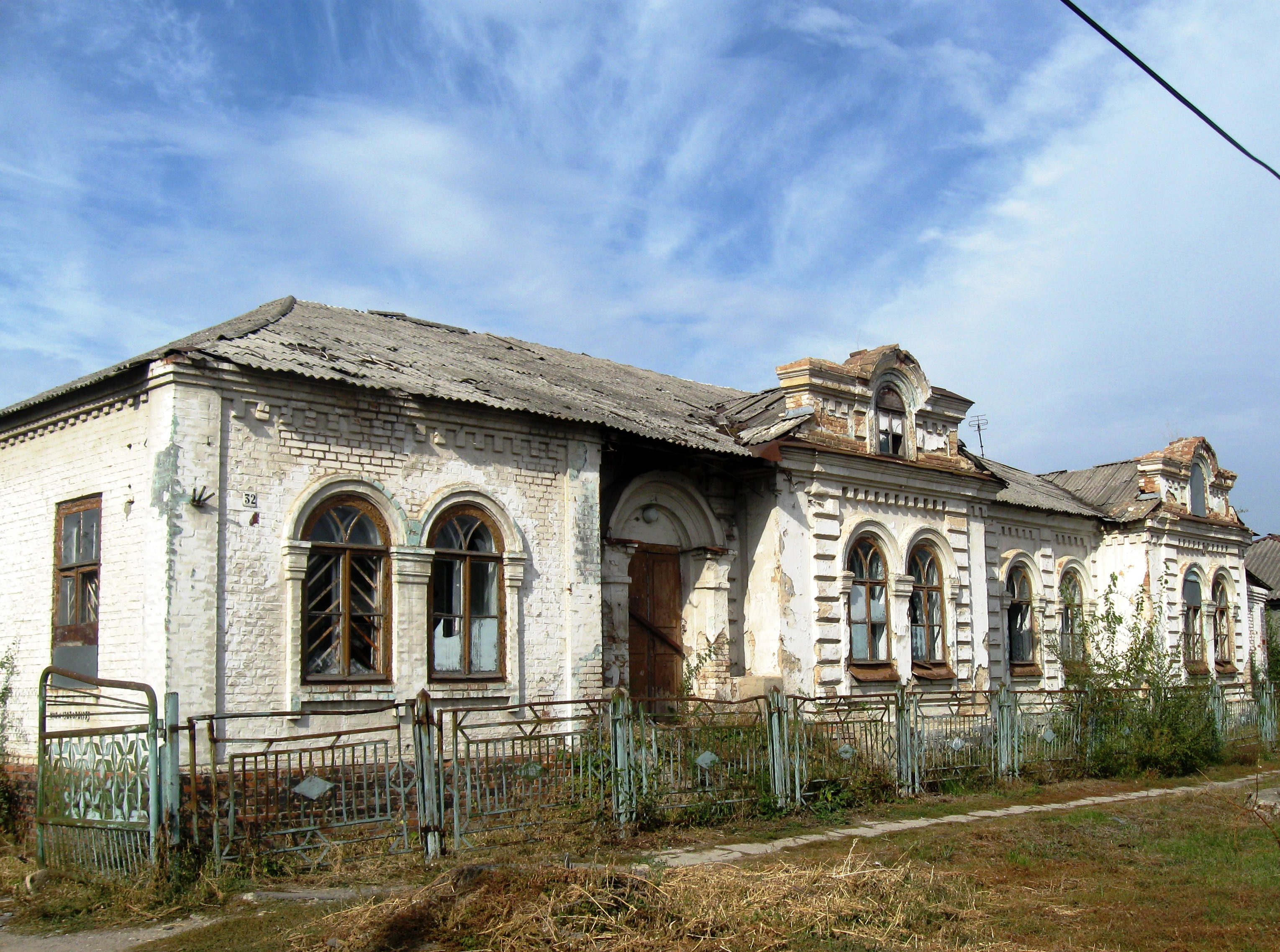
La poste  classée[9].
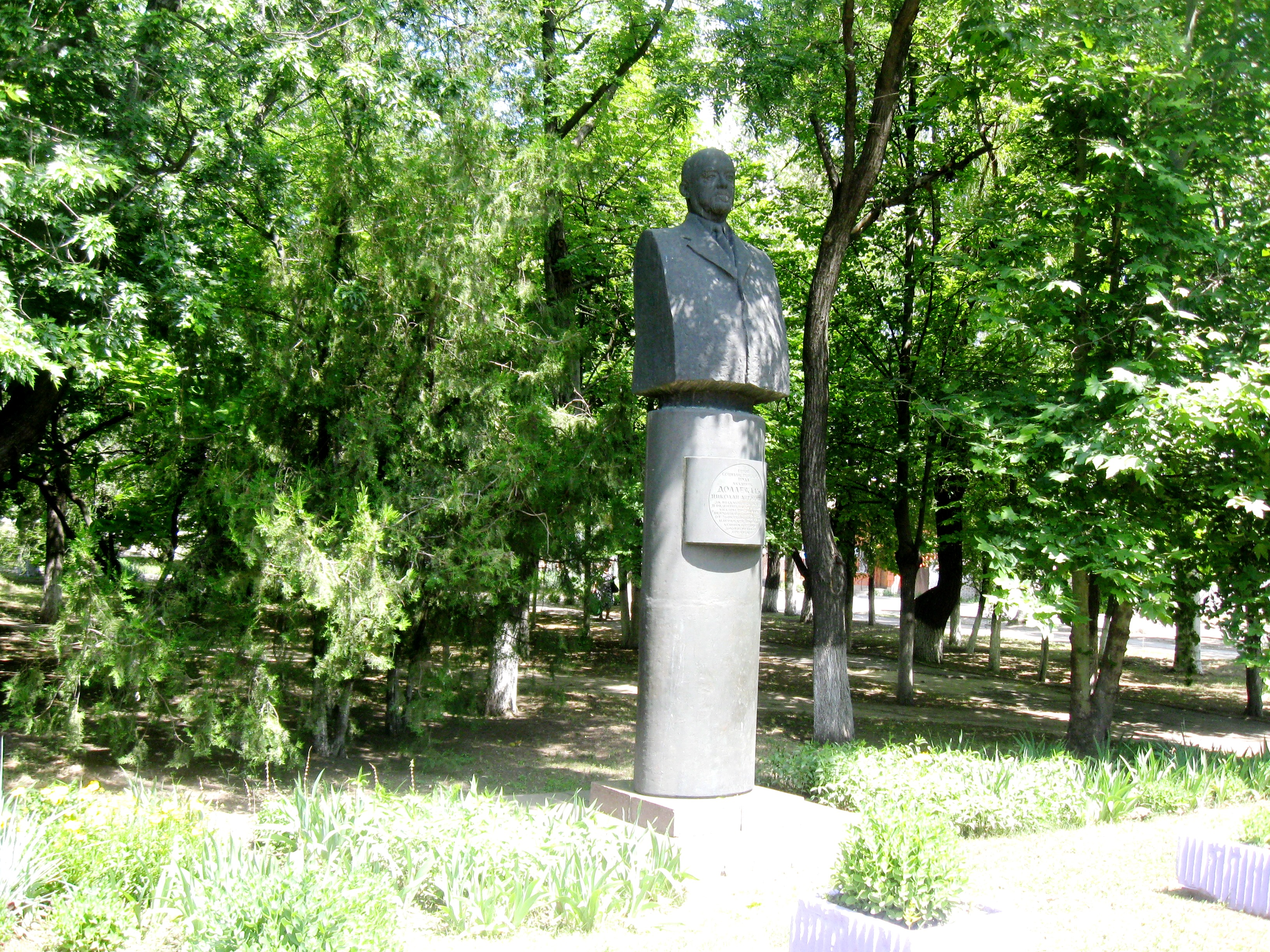
Buste de Nikolay Dollejal classé[10].
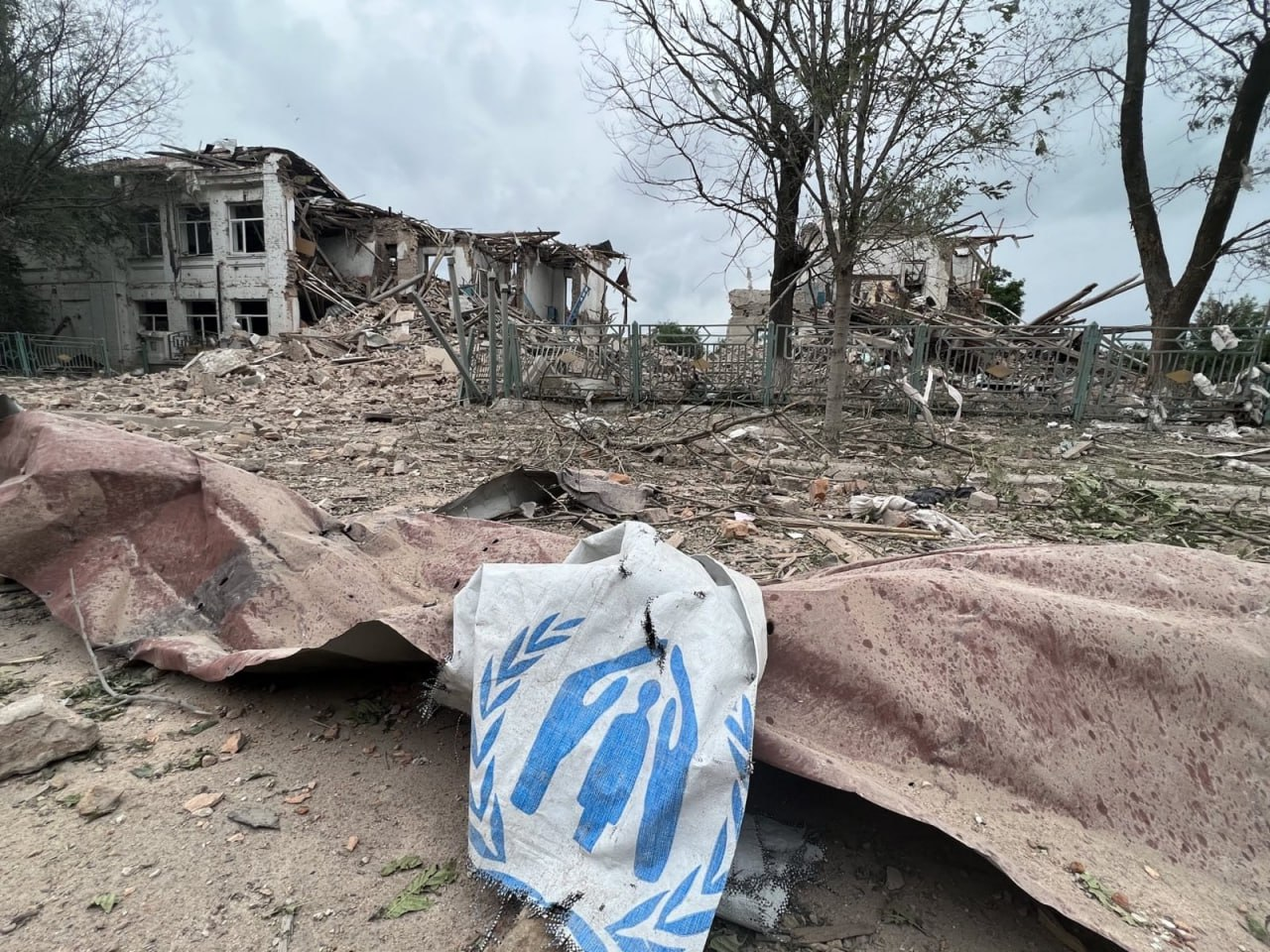
Destruction d'une école en juillet 2023.